# Chiesa di San Leonardo (Tesero)
La chiesa di San Leonardo, anche nota come chiesa dei Santi Leonardo e Gottardo, è una chiesa sussidiaria di Tesero, in val di Fiemme, Trentino. Fa parte della zona pastorale di Fiemme e Fassa dell'arcidiocesi di Trento e risale forse al XVIII o più probabilmente al XV secolo.

## Storia

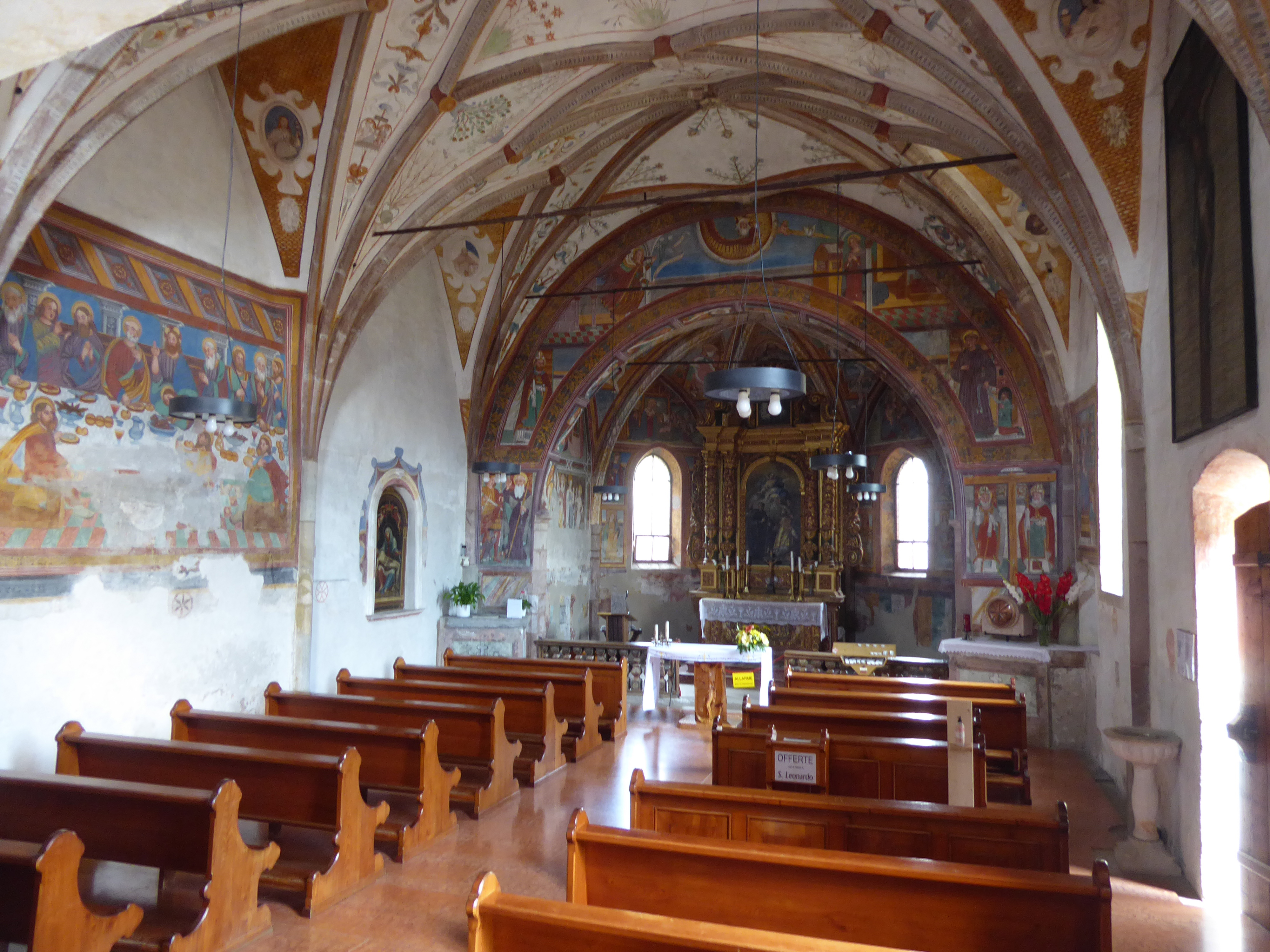
Interno

La tradizione vuole che la chiesa facesse parte di un monastero intitolato a san Gottardo e san Leonardo, gestito alle origini da monaci camaldolesi che vi accoglievano i malati, svolgendo un servizio importante allora per la popolazione locale.
Non è certo il periodo della sua fondazione, che potrebbe essere il 1294. Risulterebbe da un documento che papa Bonifacio VIII diede al priore del convento di San Martino di Castrozza diritti sulla scelta del priore del convento di San Leonardo a Tesero.
Nel 1418 il convento venne soppresso da papa Martino V ed una prima citazione chiara di questa chiesa è presente in testamento registrato da un notaio di Cavalese nel 1440. Sulla base di questo atto si pensa che san Leonardo possa essere stato costruito entro l'inizio del XV secolo.
Le parti più antiche dell'edificio, databili al periodo, sono le trifore sul campanile.
La consacrazione solenne avvenne nel 1474, officiata da Albertino, frate minore e suffraganeo del principe vescovo Giovanni Hinderbach.
Nel periodo della consacrazione venne affrescata parte del presbiterio con immagini di san Leonardo e altre immagini vennero dipinte sul fianco meridionale dell'edificio.
Nel XVI secolo venne notevolmente ampliata, in stile gotico, e si procedette ad ulteriori decorazioni sia del presbiterio sia della navata. 
Durante il secolo successivo si procedette con restauri alla facciata ed alla costruzione della sacrestia, inoltre la torre campanaria, in pietra, venne intonacata.
Nel XVIII secolo fu decorata la facciata.
Attorno alla seconda metà del XX secolo (il periodo preciso non è certo) è stato sottratto un prezioso dipinto realizzato nel XVII secolo raffigurante la Madonna col Bambino ed appartenente a un trittico. Le altre due parti, dipinte su cuoio come quella sottratta, sono sempre rimaste nella chiesa. Il dipinto è stato ritrovato nel mese di maggio del 2023 ed è stato restituito alla comunità.

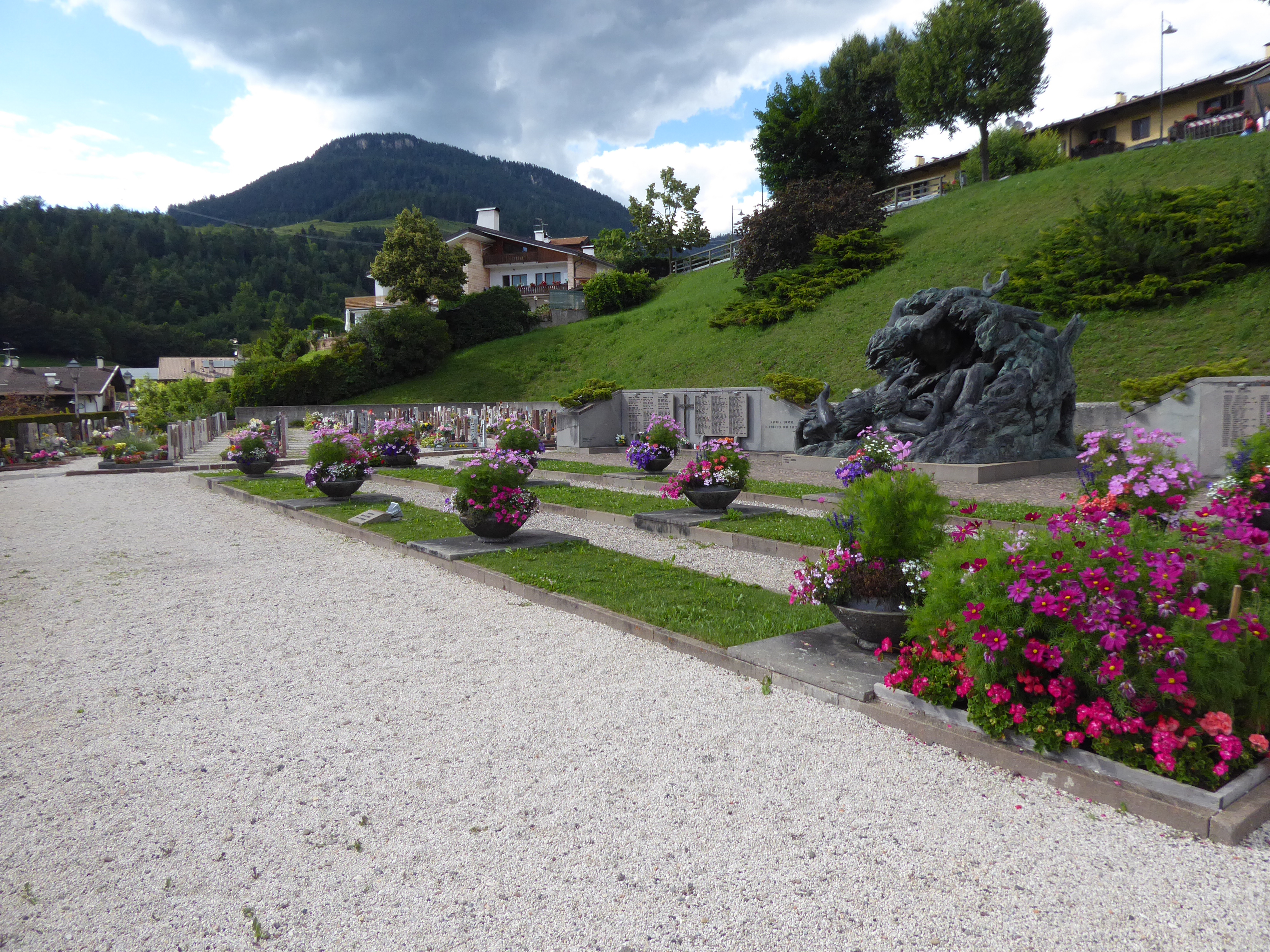
Cimitero con le vittime della tragedia di Stava e monumento a loro ricordo.

## Descrizione

### Esterni
Posizionata sulla strada che unisce Tesero a Stava, è orientata verso est.
Il prospetto principale a capanna con due spioventi ha anteriormente un portico. Sotto il portico vi si trova l'accesso principale, due grandi finestre ed alcuni affreschi. La facciata a sud è arricchita da un grande affresco raffigurante San Cristoforo oltre a San Bernardo e Sant'Antonio. La torre campanaria sorge accanto alla zona presbiteriale, a sud.

### Interni
La navata interna è unica e suddivisa in tre campate.
Il grande dipinto raffigurante L'Addolorata, opera di Antonio Longo, venne trasferito nella sala della chiesa dalla sua precedente sistemazione nella Chiesa della Palanca dove si trovava sin dal 1819. 

## Cimitero di San Leonardo
Dal 1985, dopo il disastro della Val di Stava, il cimitero della chiesa ospita una parte delle 268 vittime di quella tragedia in un settore a loro dedicato. Papa Giovanni Paolo II vi si recò in visita il 17 luglio 1988.